# Коле дел Фађано (Рим)
Коле дел Фађано је насеље у Италији у округу Рим, региону Лацио.
Према процени из 2011. у насељу је живело 695 становника. Насеље се налази на надморској висини од 78 м.